# Carl Icahn

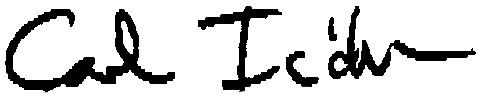
Icahns Unterschrift (März 2003, unter dem UNIT-Kaufvertrag zwischen Gotham Partners, L. P., Gotham Partners III, L. P., Gotham Holdings II, L. L. C. und High River Limited Partnership)

Carl Celian Icahn (* 16. Februar 1936 in Far Rockaway, Queens, New York City) ist ein US-amerikanischer Milliardär und Großinvestor.
Am 22. Dezember 2016 ernannte Donald Trump Icahn zum Sonderberater des Präsidenten für die Regulierungsreform („Special Advisor to the President on Regulatory Reform“). Am 18. August 2017 trat Icahn von diesem Posten zurück.

## Leben
Icahn wuchs in einer jüdischen Familie als Sohn einer Lehrerin und eines Kantors in Far Rockaway auf. Nach der High School studierte Icahn Philosophie an der Princeton-Universität. Nach Erlangen des Abschlusses in Philosophie (1957) studierte er auf den Wunsch seiner Mutter hin Medizin an der New York University. Er stellte jedoch bald fest, dass er für das Studium nicht die nötige Begeisterung aufbrachte, deshalb brach er es ab. Stattdessen ging er zwei Jahre später zur Armee. Kurz nachdem er nach New York zurückgekehrt war, begann er eine Karriere an der Wall Street. 1961 bekam er einen Job bei Dreyfus & Company, wo er den Arbitragehandel und den Handel mit Optionen erlernte. 1968 kaufte er einen Sitz an der New York Stock Exchange und gründete seine eigene Firma, Icahn & Co. Inc. Diese war nun vorerst ebenfalls auf den Arbitrage- und Optionshandel spezialisiert. Ab 1978 investierte Icahn zunehmend in Unternehmen und erlangte damit nicht selten Plätze im Vorstand oder in anderen führenden Positionen. Heute ist Carl Icahn Vorsitzender von Icahn Enterprises, einer Holdinggesellschaft, die in verschiedenen Geschäftsbereichen wie Vermögensverwaltung, Immobilien, Metallförderung/-handel und Konsumgütern tätig ist.

### Geschäftsmodell
Icahn wird als Corporate Raider („Unternehmensplünderer“) oder auch als „Unternehmensjäger“ bezeichnet: Seine Strategien sind selten passiver Natur, eher kauft er ausreichend Anteile eines Unternehmens, um den Wert seines Investments aktiv zu gestalten, beispielsweise, indem er dort eine führende Position einnimmt. Auch mit geringen Beteiligungen gelingt es ihm immer wieder, Druck auf die jeweilige Unternehmensleitung auszuüben: So hat er – obwohl er bei Ebay nur über einen Aktienanteil von 2,5 % verfügte – die Konzernleitung rund um John Donahoe dazu gebracht, den Bezahldienst PayPal auszugliedern.
Er hielt/hält Beteiligungen an größeren Unternehmen wie Apple, Yahoo, Time Warner, Alcan, Alcoa, Take 2 Interactive, Motorola, TWA, Dell, Xerox und Ebay.

### Wohltätigkeit
Seinem Heimatstadtteil Queens hat er ein Sportstadion gesponsert, auf dessen Dach nun in großen Leuchtlettern sein Name prangt: Icahn Stadium (Randalls Island, Manhattan, New York City). Neben der Privatuniversität Princeton in New Jersey, wo das Carl C. Icahn Laboratory nach ihm benannt ist, hat Icahn vor allem Institutionen in New York mit Geldgeschenken bedacht, etwa das Mount-Sinai-Krankenhaus. Des Weiteren sind Icahn und seine Frau Gail Vorsitzende ihrer drei karitativen Stiftungen, der gemeinnützigen Stiftung Icahn, der Stiftung für eine größere Chance und des Kinder-Rettungsfonds. In Zusammenarbeit mit der Stiftung für eine größere Chance gründete Icahn beispielsweise im Süden der Bronx drei Schulen. Ebenfalls in der Bronx sorgte der Kinder-Rettungsfonds für ein Frauenhaus, das „Icahn House“, für schwangere und/oder obdachlose Frauen mit Kindern.

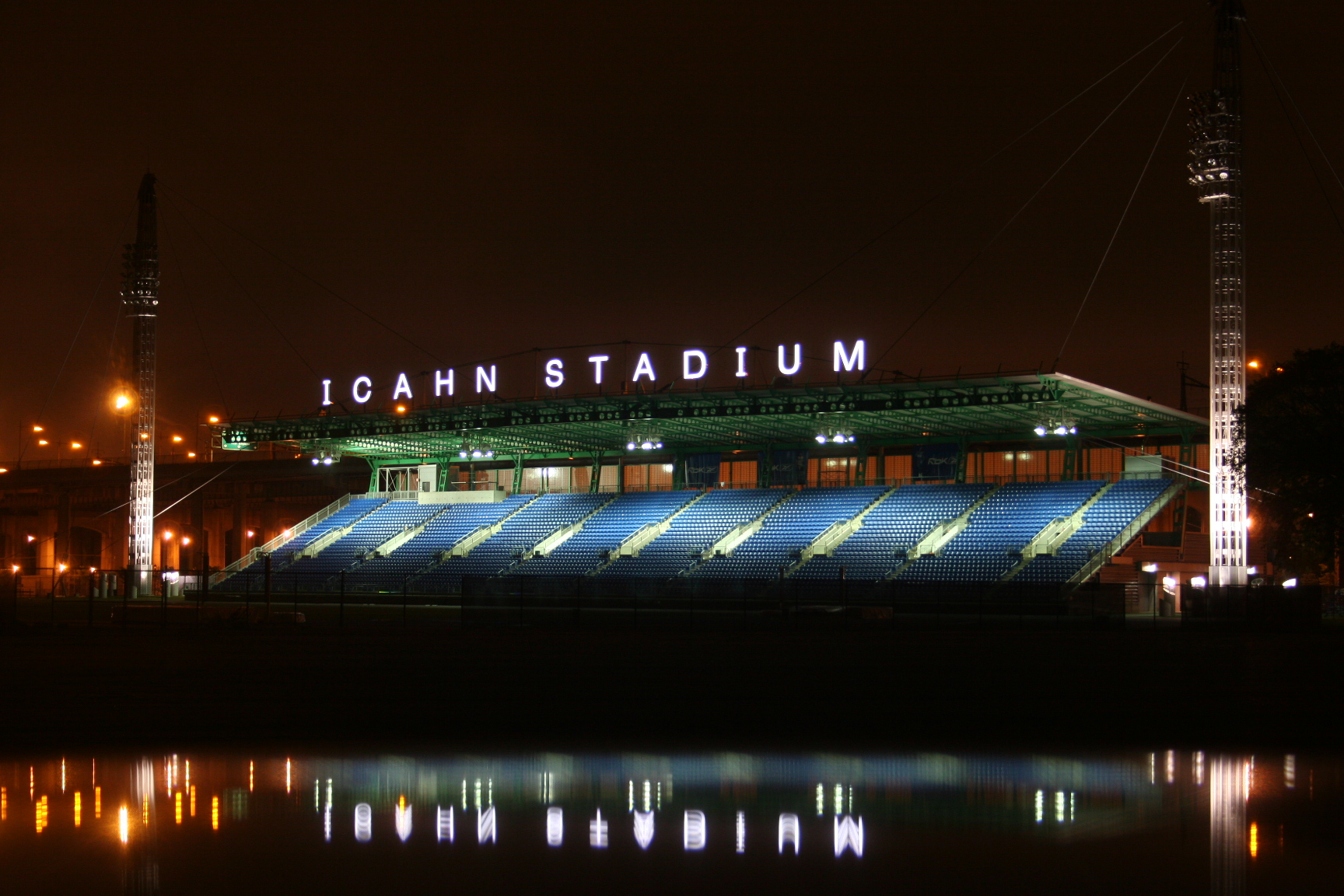
Icahn Stadium bei Nacht
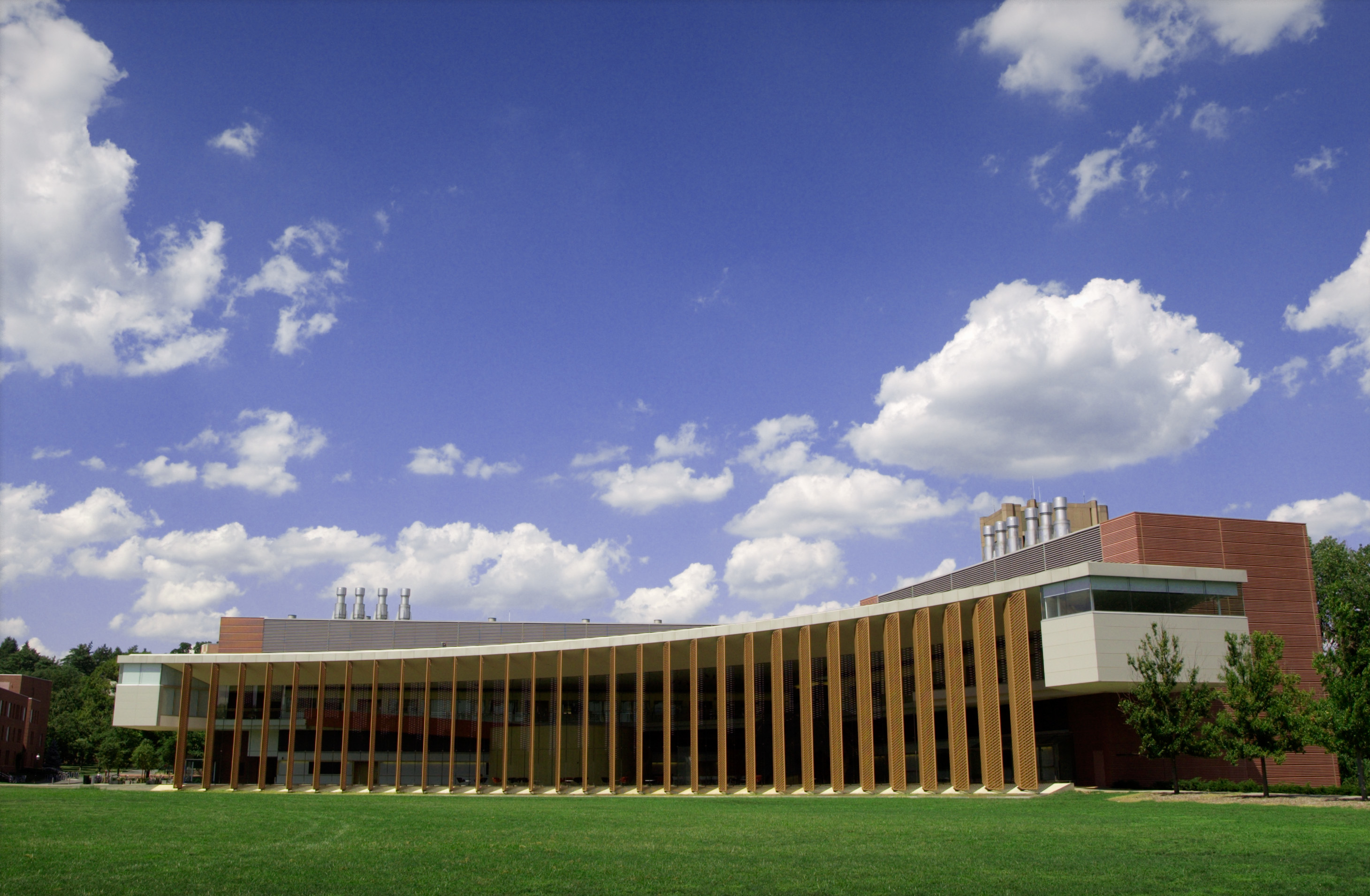
Carl C. Icahn Laboratory
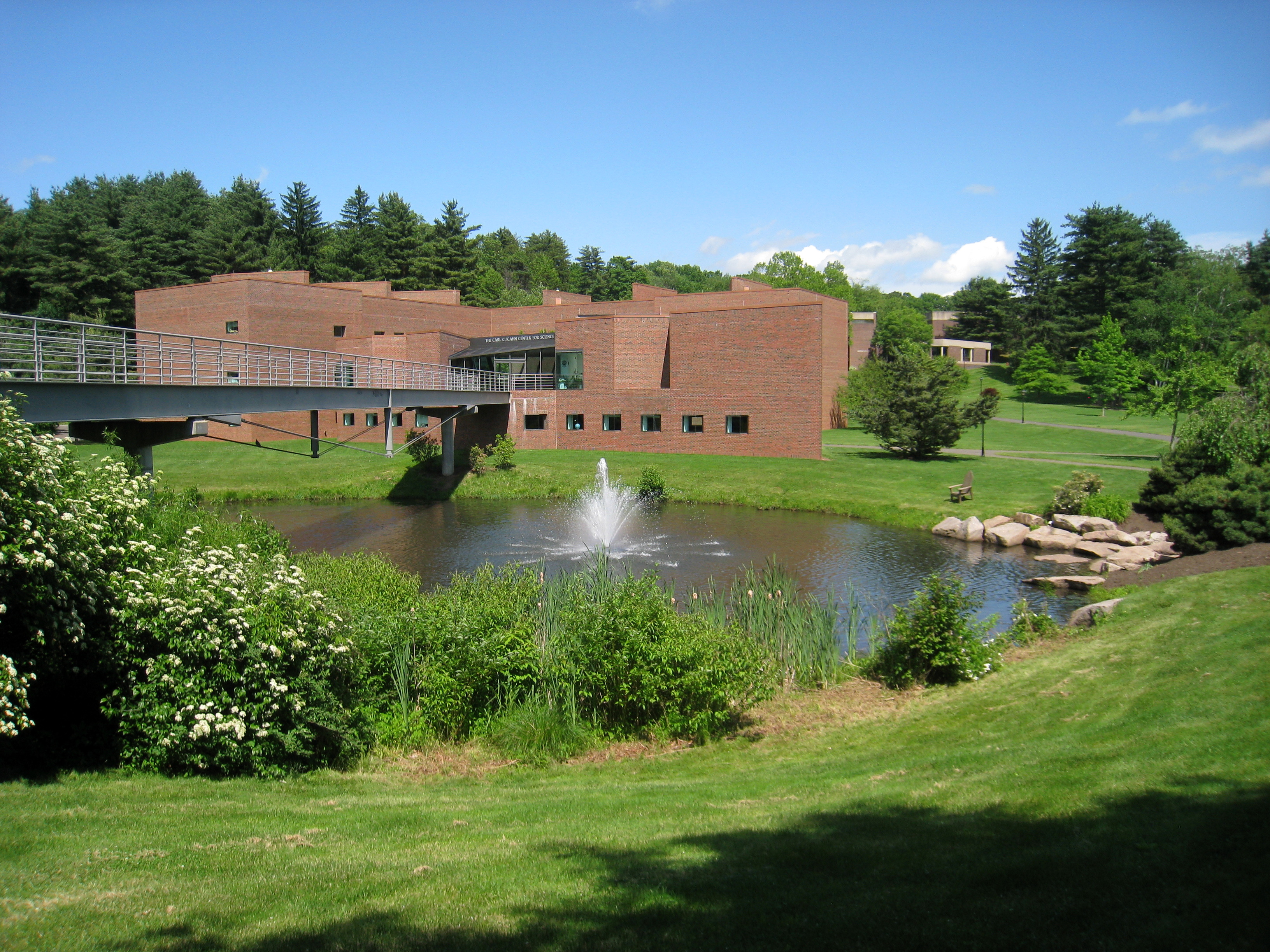
Carl C. Icahn Center für die Wissenschaft I, Choate Rosemary Hall, (Privatschule, Wallingford (Connecticut), Architekt: I. M. Pei, 1989)

## Privates
Carl Icahn hat aus erster Ehe zwei mittlerweile erwachsene Kinder. Heute lebt er zusammen mit seiner zweiten Frau Gail in New York.

## Trivia
Carl Icahn ist leidenschaftlicher Poker-Spieler und besitzt drei Casinos.
2014 wählte das Time Magazine Icahn zu einem der 100 einflussreichsten Menschen der Welt.

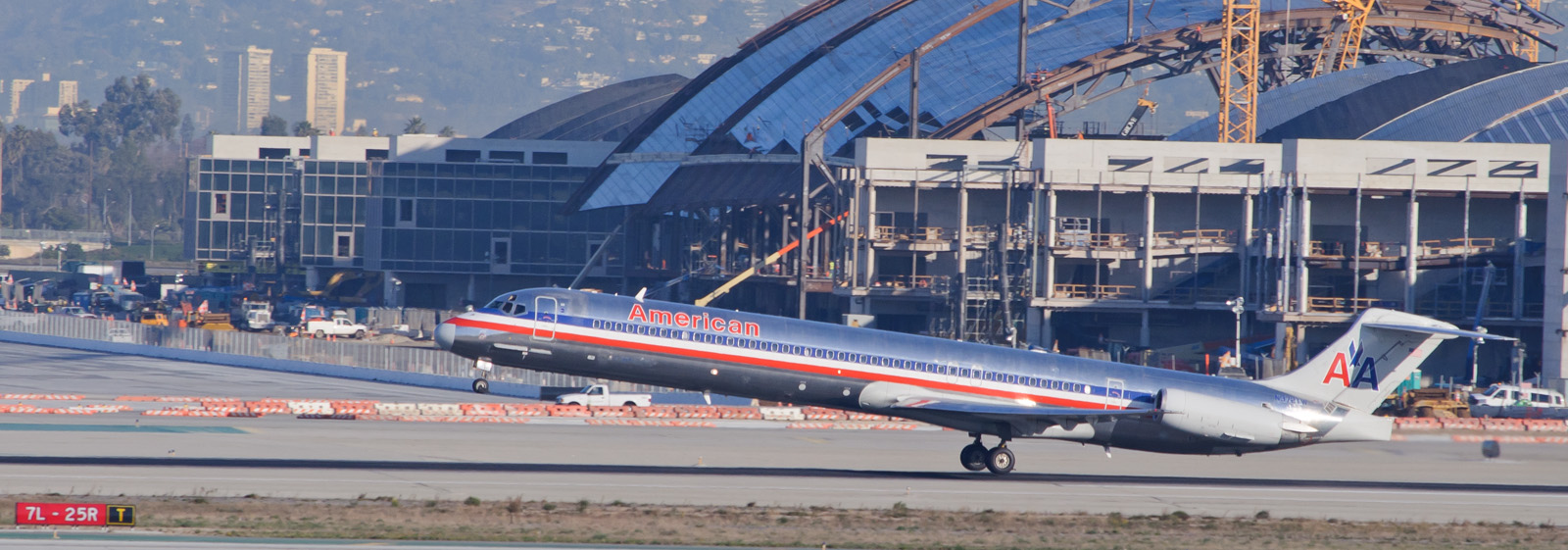
Eine MD-80, 1999 für die TWA gebaut, heute zur Flotte der American Airlines gehörend

Obwohl Icahn schon seit 1961 selbstständig arbeitete, wurde er der breiten Öffentlichkeit erst 1985 durch die Übernahme der US-Fluggesellschaft TWA bekannt. Diese Übernahme machte ihn so berühmt, dass Oliver Stone ihn als Vorbild für den Spekulanten Gordon Gekko in dem Hollywood-Streifen Wall Street wählte. Den Spruch „Wenn du einen Freund brauchst, kauf dir einen Hund“ sagte Icahn angeblich zu einem Mitarbeiter der von ihm übernommenen Fluggesellschaft TWA.
Carl Icahn ist für hartes Durchgreifen bei seinen Beteiligungen berüchtigt. „Ich kann bei fast jedem Unternehmen 30 Prozent einsparen, weil es so viel Verschwendung und Missmanagement gibt“, sagte er einmal.
Im Rahmen des republikanischen Vorwahlkampfs zur Präsidentschaftswahl 2016 sprach sich Icahn für den Milliardär und Immobilienunternehmer Donald Trump aus.

## Vermögen
Carl Icahn ist Milliardär. Auf der vom Magazin Forbes veröffentlichten Liste der Milliardäre der Welt (The World’s Billionaires) belegte er 2016 mit einem Vermögen von rund 17 Milliarden US-Dollar Platz 43 der reichsten Menschen der Welt; 2017 belegte er mit einem Vermögen von rund 16,6 Milliarden US-Dollar Platz 55. 2022 lag sein Vermögen bei 16,5 Milliarden US-Dollar (Platz 106).